# 低感度爆薬
低感度爆薬（ていかんどばくやく、Insensitive High Explosives）とは通常の爆薬よりも感度が低い、すなわち偶発的に爆発する可能性が低い爆薬のことである。
IM化爆薬(Insensitive Munition)と呼ぶ場合もある。
1940年代に開発されたV2ロケットの弾頭には大気圏再突入時の暴発を防ぎ、信頼性を高めるために低感度爆薬であるアマトールが使用された。
1990年代後半からアメリカ国防総省によって生存性と安全性を高める目的で従来品よりも安全な爆薬の開発が始められた。
具体的にはMIL規格：MIL-STD-2105で定める危険評価テストに合格した爆薬だけが低感度爆薬と称することが出来る。

## 低感度爆薬の一覧
- AFX-757
- ジニトロイミダゾール
- LX-17
- MNX-194
- ピカティニー・アーセナル爆薬
- PBXIH-135
- PBXN-109
- RS-RDX
- トリアミノトリニトロベンゼン
- トリニトロアゼチジン
- アマトール
- 九七式爆薬

## 参考資料
- Explosive Effects and Applications(ISBN 9780387955582)